# George Nelson Cheney
George Nelson Cheney (Syracuse, 2 aprile 1837 – Manassas, 21 luglio 1861) è stato uno scacchista e compositore di scacchi statunitense.
Noto soprattutto come problemista, era anche un buon giocatore. Un match amichevole di due partite a handicap con Paul Morphy (che giocava senza il cavallo c3) si concluse con una vittoria a testa.
Dopo l'inizio della guerra civile americana si arruolò con i Nordisti e morì in battaglia all'età di 24 anni nella prima battaglia di Bull Run, combattuta nei pressi di Manassas in Virginia. Nella sua breve vita compose circa 150 problemi, molti dei quali furono pubblicati nel libro di Sam Loyd, Eugene Beauharnais Cook,  W.R. Henry e C.A. Gilberg "American Chess Nuts", contenente 2406 problemi di compositori americani.
Il «tema Cheney-Loyd » prende il suo nome e quello di Sam Loyd: «Un pezzo ad azione lineare oltrepassa una casa critica, allo scopo di permettere il suo occultamento da parte di un pezzo dello stesso colore, per evitare lo stallo». Diversamente dal tema indiano, il pezzo interferito non esplica più alcuna azione.
Questa idea fu attribuita in un primo tempo a Sam Loyd, che la impiegò in un tre mosse pubblicato sul Cleveland Leader nel 1876. Solo in seguito si scoprì il problema di Cheney, pubblicato sedici anni prima. Essendo certo che Loyd non era a conoscenza del problema di Cheney, si decise di intitolare il tema ad entrambi.
Il problema in tre mosse a sinistra è stato il "prototipo" del tema Cheney-Loyd.
|   | a | b | c | d | e | f | g | h |   |
| 8 | b8 re del bianco · d7 pedone del nero · g7 alfiere del bianco · d6 cavallo del bianco · e6 pedone del nero · e5 pedone del nero · f5 pedone del nero · g5 pedone del nero · b4 pedone del bianco · d4 re del nero · g4 pedone del bianco · b3 torre del bianco · g3 pedone del bianco · h1 alfiere del bianco | b8 re del bianco · d7 pedone del nero · g7 alfiere del bianco · d6 cavallo del bianco · e6 pedone del nero · e5 pedone del nero · f5 pedone del nero · g5 pedone del nero · b4 pedone del bianco · d4 re del nero · g4 pedone del bianco · b3 torre del bianco · g3 pedone del bianco · h1 alfiere del bianco | b8 re del bianco · d7 pedone del nero · g7 alfiere del bianco · d6 cavallo del bianco · e6 pedone del nero · e5 pedone del nero · f5 pedone del nero · g5 pedone del nero · b4 pedone del bianco · d4 re del nero · g4 pedone del bianco · b3 torre del bianco · g3 pedone del bianco · h1 alfiere del bianco | b8 re del bianco · d7 pedone del nero · g7 alfiere del bianco · d6 cavallo del bianco · e6 pedone del nero · e5 pedone del nero · f5 pedone del nero · g5 pedone del nero · b4 pedone del bianco · d4 re del nero · g4 pedone del bianco · b3 torre del bianco · g3 pedone del bianco · h1 alfiere del bianco | b8 re del bianco · d7 pedone del nero · g7 alfiere del bianco · d6 cavallo del bianco · e6 pedone del nero · e5 pedone del nero · f5 pedone del nero · g5 pedone del nero · b4 pedone del bianco · d4 re del nero · g4 pedone del bianco · b3 torre del bianco · g3 pedone del bianco · h1 alfiere del bianco | b8 re del bianco · d7 pedone del nero · g7 alfiere del bianco · d6 cavallo del bianco · e6 pedone del nero · e5 pedone del nero · f5 pedone del nero · g5 pedone del nero · b4 pedone del bianco · d4 re del nero · g4 pedone del bianco · b3 torre del bianco · g3 pedone del bianco · h1 alfiere del bianco | b8 re del bianco · d7 pedone del nero · g7 alfiere del bianco · d6 cavallo del bianco · e6 pedone del nero · e5 pedone del nero · f5 pedone del nero · g5 pedone del nero · b4 pedone del bianco · d4 re del nero · g4 pedone del bianco · b3 torre del bianco · g3 pedone del bianco · h1 alfiere del bianco | b8 re del bianco · d7 pedone del nero · g7 alfiere del bianco · d6 cavallo del bianco · e6 pedone del nero · e5 pedone del nero · f5 pedone del nero · g5 pedone del nero · b4 pedone del bianco · d4 re del nero · g4 pedone del bianco · b3 torre del bianco · g3 pedone del bianco · h1 alfiere del bianco | 8 |
| 7 | b8 re del bianco · d7 pedone del nero · g7 alfiere del bianco · d6 cavallo del bianco · e6 pedone del nero · e5 pedone del nero · f5 pedone del nero · g5 pedone del nero · b4 pedone del bianco · d4 re del nero · g4 pedone del bianco · b3 torre del bianco · g3 pedone del bianco · h1 alfiere del bianco | b8 re del bianco · d7 pedone del nero · g7 alfiere del bianco · d6 cavallo del bianco · e6 pedone del nero · e5 pedone del nero · f5 pedone del nero · g5 pedone del nero · b4 pedone del bianco · d4 re del nero · g4 pedone del bianco · b3 torre del bianco · g3 pedone del bianco · h1 alfiere del bianco | b8 re del bianco · d7 pedone del nero · g7 alfiere del bianco · d6 cavallo del bianco · e6 pedone del nero · e5 pedone del nero · f5 pedone del nero · g5 pedone del nero · b4 pedone del bianco · d4 re del nero · g4 pedone del bianco · b3 torre del bianco · g3 pedone del bianco · h1 alfiere del bianco | b8 re del bianco · d7 pedone del nero · g7 alfiere del bianco · d6 cavallo del bianco · e6 pedone del nero · e5 pedone del nero · f5 pedone del nero · g5 pedone del nero · b4 pedone del bianco · d4 re del nero · g4 pedone del bianco · b3 torre del bianco · g3 pedone del bianco · h1 alfiere del bianco | b8 re del bianco · d7 pedone del nero · g7 alfiere del bianco · d6 cavallo del bianco · e6 pedone del nero · e5 pedone del nero · f5 pedone del nero · g5 pedone del nero · b4 pedone del bianco · d4 re del nero · g4 pedone del bianco · b3 torre del bianco · g3 pedone del bianco · h1 alfiere del bianco | b8 re del bianco · d7 pedone del nero · g7 alfiere del bianco · d6 cavallo del bianco · e6 pedone del nero · e5 pedone del nero · f5 pedone del nero · g5 pedone del nero · b4 pedone del bianco · d4 re del nero · g4 pedone del bianco · b3 torre del bianco · g3 pedone del bianco · h1 alfiere del bianco | b8 re del bianco · d7 pedone del nero · g7 alfiere del bianco · d6 cavallo del bianco · e6 pedone del nero · e5 pedone del nero · f5 pedone del nero · g5 pedone del nero · b4 pedone del bianco · d4 re del nero · g4 pedone del bianco · b3 torre del bianco · g3 pedone del bianco · h1 alfiere del bianco | b8 re del bianco · d7 pedone del nero · g7 alfiere del bianco · d6 cavallo del bianco · e6 pedone del nero · e5 pedone del nero · f5 pedone del nero · g5 pedone del nero · b4 pedone del bianco · d4 re del nero · g4 pedone del bianco · b3 torre del bianco · g3 pedone del bianco · h1 alfiere del bianco | 7 |
| 6 | b8 re del bianco · d7 pedone del nero · g7 alfiere del bianco · d6 cavallo del bianco · e6 pedone del nero · e5 pedone del nero · f5 pedone del nero · g5 pedone del nero · b4 pedone del bianco · d4 re del nero · g4 pedone del bianco · b3 torre del bianco · g3 pedone del bianco · h1 alfiere del bianco | b8 re del bianco · d7 pedone del nero · g7 alfiere del bianco · d6 cavallo del bianco · e6 pedone del nero · e5 pedone del nero · f5 pedone del nero · g5 pedone del nero · b4 pedone del bianco · d4 re del nero · g4 pedone del bianco · b3 torre del bianco · g3 pedone del bianco · h1 alfiere del bianco | b8 re del bianco · d7 pedone del nero · g7 alfiere del bianco · d6 cavallo del bianco · e6 pedone del nero · e5 pedone del nero · f5 pedone del nero · g5 pedone del nero · b4 pedone del bianco · d4 re del nero · g4 pedone del bianco · b3 torre del bianco · g3 pedone del bianco · h1 alfiere del bianco | b8 re del bianco · d7 pedone del nero · g7 alfiere del bianco · d6 cavallo del bianco · e6 pedone del nero · e5 pedone del nero · f5 pedone del nero · g5 pedone del nero · b4 pedone del bianco · d4 re del nero · g4 pedone del bianco · b3 torre del bianco · g3 pedone del bianco · h1 alfiere del bianco | b8 re del bianco · d7 pedone del nero · g7 alfiere del bianco · d6 cavallo del bianco · e6 pedone del nero · e5 pedone del nero · f5 pedone del nero · g5 pedone del nero · b4 pedone del bianco · d4 re del nero · g4 pedone del bianco · b3 torre del bianco · g3 pedone del bianco · h1 alfiere del bianco | b8 re del bianco · d7 pedone del nero · g7 alfiere del bianco · d6 cavallo del bianco · e6 pedone del nero · e5 pedone del nero · f5 pedone del nero · g5 pedone del nero · b4 pedone del bianco · d4 re del nero · g4 pedone del bianco · b3 torre del bianco · g3 pedone del bianco · h1 alfiere del bianco | b8 re del bianco · d7 pedone del nero · g7 alfiere del bianco · d6 cavallo del bianco · e6 pedone del nero · e5 pedone del nero · f5 pedone del nero · g5 pedone del nero · b4 pedone del bianco · d4 re del nero · g4 pedone del bianco · b3 torre del bianco · g3 pedone del bianco · h1 alfiere del bianco | b8 re del bianco · d7 pedone del nero · g7 alfiere del bianco · d6 cavallo del bianco · e6 pedone del nero · e5 pedone del nero · f5 pedone del nero · g5 pedone del nero · b4 pedone del bianco · d4 re del nero · g4 pedone del bianco · b3 torre del bianco · g3 pedone del bianco · h1 alfiere del bianco | 6 |
| 5 | b8 re del bianco · d7 pedone del nero · g7 alfiere del bianco · d6 cavallo del bianco · e6 pedone del nero · e5 pedone del nero · f5 pedone del nero · g5 pedone del nero · b4 pedone del bianco · d4 re del nero · g4 pedone del bianco · b3 torre del bianco · g3 pedone del bianco · h1 alfiere del bianco | b8 re del bianco · d7 pedone del nero · g7 alfiere del bianco · d6 cavallo del bianco · e6 pedone del nero · e5 pedone del nero · f5 pedone del nero · g5 pedone del nero · b4 pedone del bianco · d4 re del nero · g4 pedone del bianco · b3 torre del bianco · g3 pedone del bianco · h1 alfiere del bianco | b8 re del bianco · d7 pedone del nero · g7 alfiere del bianco · d6 cavallo del bianco · e6 pedone del nero · e5 pedone del nero · f5 pedone del nero · g5 pedone del nero · b4 pedone del bianco · d4 re del nero · g4 pedone del bianco · b3 torre del bianco · g3 pedone del bianco · h1 alfiere del bianco | b8 re del bianco · d7 pedone del nero · g7 alfiere del bianco · d6 cavallo del bianco · e6 pedone del nero · e5 pedone del nero · f5 pedone del nero · g5 pedone del nero · b4 pedone del bianco · d4 re del nero · g4 pedone del bianco · b3 torre del bianco · g3 pedone del bianco · h1 alfiere del bianco | b8 re del bianco · d7 pedone del nero · g7 alfiere del bianco · d6 cavallo del bianco · e6 pedone del nero · e5 pedone del nero · f5 pedone del nero · g5 pedone del nero · b4 pedone del bianco · d4 re del nero · g4 pedone del bianco · b3 torre del bianco · g3 pedone del bianco · h1 alfiere del bianco | b8 re del bianco · d7 pedone del nero · g7 alfiere del bianco · d6 cavallo del bianco · e6 pedone del nero · e5 pedone del nero · f5 pedone del nero · g5 pedone del nero · b4 pedone del bianco · d4 re del nero · g4 pedone del bianco · b3 torre del bianco · g3 pedone del bianco · h1 alfiere del bianco | b8 re del bianco · d7 pedone del nero · g7 alfiere del bianco · d6 cavallo del bianco · e6 pedone del nero · e5 pedone del nero · f5 pedone del nero · g5 pedone del nero · b4 pedone del bianco · d4 re del nero · g4 pedone del bianco · b3 torre del bianco · g3 pedone del bianco · h1 alfiere del bianco | b8 re del bianco · d7 pedone del nero · g7 alfiere del bianco · d6 cavallo del bianco · e6 pedone del nero · e5 pedone del nero · f5 pedone del nero · g5 pedone del nero · b4 pedone del bianco · d4 re del nero · g4 pedone del bianco · b3 torre del bianco · g3 pedone del bianco · h1 alfiere del bianco | 5 |
| 4 | b8 re del bianco · d7 pedone del nero · g7 alfiere del bianco · d6 cavallo del bianco · e6 pedone del nero · e5 pedone del nero · f5 pedone del nero · g5 pedone del nero · b4 pedone del bianco · d4 re del nero · g4 pedone del bianco · b3 torre del bianco · g3 pedone del bianco · h1 alfiere del bianco | b8 re del bianco · d7 pedone del nero · g7 alfiere del bianco · d6 cavallo del bianco · e6 pedone del nero · e5 pedone del nero · f5 pedone del nero · g5 pedone del nero · b4 pedone del bianco · d4 re del nero · g4 pedone del bianco · b3 torre del bianco · g3 pedone del bianco · h1 alfiere del bianco | b8 re del bianco · d7 pedone del nero · g7 alfiere del bianco · d6 cavallo del bianco · e6 pedone del nero · e5 pedone del nero · f5 pedone del nero · g5 pedone del nero · b4 pedone del bianco · d4 re del nero · g4 pedone del bianco · b3 torre del bianco · g3 pedone del bianco · h1 alfiere del bianco | b8 re del bianco · d7 pedone del nero · g7 alfiere del bianco · d6 cavallo del bianco · e6 pedone del nero · e5 pedone del nero · f5 pedone del nero · g5 pedone del nero · b4 pedone del bianco · d4 re del nero · g4 pedone del bianco · b3 torre del bianco · g3 pedone del bianco · h1 alfiere del bianco | b8 re del bianco · d7 pedone del nero · g7 alfiere del bianco · d6 cavallo del bianco · e6 pedone del nero · e5 pedone del nero · f5 pedone del nero · g5 pedone del nero · b4 pedone del bianco · d4 re del nero · g4 pedone del bianco · b3 torre del bianco · g3 pedone del bianco · h1 alfiere del bianco | b8 re del bianco · d7 pedone del nero · g7 alfiere del bianco · d6 cavallo del bianco · e6 pedone del nero · e5 pedone del nero · f5 pedone del nero · g5 pedone del nero · b4 pedone del bianco · d4 re del nero · g4 pedone del bianco · b3 torre del bianco · g3 pedone del bianco · h1 alfiere del bianco | b8 re del bianco · d7 pedone del nero · g7 alfiere del bianco · d6 cavallo del bianco · e6 pedone del nero · e5 pedone del nero · f5 pedone del nero · g5 pedone del nero · b4 pedone del bianco · d4 re del nero · g4 pedone del bianco · b3 torre del bianco · g3 pedone del bianco · h1 alfiere del bianco | b8 re del bianco · d7 pedone del nero · g7 alfiere del bianco · d6 cavallo del bianco · e6 pedone del nero · e5 pedone del nero · f5 pedone del nero · g5 pedone del nero · b4 pedone del bianco · d4 re del nero · g4 pedone del bianco · b3 torre del bianco · g3 pedone del bianco · h1 alfiere del bianco | 4 |
| 3 | b8 re del bianco · d7 pedone del nero · g7 alfiere del bianco · d6 cavallo del bianco · e6 pedone del nero · e5 pedone del nero · f5 pedone del nero · g5 pedone del nero · b4 pedone del bianco · d4 re del nero · g4 pedone del bianco · b3 torre del bianco · g3 pedone del bianco · h1 alfiere del bianco | b8 re del bianco · d7 pedone del nero · g7 alfiere del bianco · d6 cavallo del bianco · e6 pedone del nero · e5 pedone del nero · f5 pedone del nero · g5 pedone del nero · b4 pedone del bianco · d4 re del nero · g4 pedone del bianco · b3 torre del bianco · g3 pedone del bianco · h1 alfiere del bianco | b8 re del bianco · d7 pedone del nero · g7 alfiere del bianco · d6 cavallo del bianco · e6 pedone del nero · e5 pedone del nero · f5 pedone del nero · g5 pedone del nero · b4 pedone del bianco · d4 re del nero · g4 pedone del bianco · b3 torre del bianco · g3 pedone del bianco · h1 alfiere del bianco | b8 re del bianco · d7 pedone del nero · g7 alfiere del bianco · d6 cavallo del bianco · e6 pedone del nero · e5 pedone del nero · f5 pedone del nero · g5 pedone del nero · b4 pedone del bianco · d4 re del nero · g4 pedone del bianco · b3 torre del bianco · g3 pedone del bianco · h1 alfiere del bianco | b8 re del bianco · d7 pedone del nero · g7 alfiere del bianco · d6 cavallo del bianco · e6 pedone del nero · e5 pedone del nero · f5 pedone del nero · g5 pedone del nero · b4 pedone del bianco · d4 re del nero · g4 pedone del bianco · b3 torre del bianco · g3 pedone del bianco · h1 alfiere del bianco | b8 re del bianco · d7 pedone del nero · g7 alfiere del bianco · d6 cavallo del bianco · e6 pedone del nero · e5 pedone del nero · f5 pedone del nero · g5 pedone del nero · b4 pedone del bianco · d4 re del nero · g4 pedone del bianco · b3 torre del bianco · g3 pedone del bianco · h1 alfiere del bianco | b8 re del bianco · d7 pedone del nero · g7 alfiere del bianco · d6 cavallo del bianco · e6 pedone del nero · e5 pedone del nero · f5 pedone del nero · g5 pedone del nero · b4 pedone del bianco · d4 re del nero · g4 pedone del bianco · b3 torre del bianco · g3 pedone del bianco · h1 alfiere del bianco | b8 re del bianco · d7 pedone del nero · g7 alfiere del bianco · d6 cavallo del bianco · e6 pedone del nero · e5 pedone del nero · f5 pedone del nero · g5 pedone del nero · b4 pedone del bianco · d4 re del nero · g4 pedone del bianco · b3 torre del bianco · g3 pedone del bianco · h1 alfiere del bianco | 3 |
| 2 | b8 re del bianco · d7 pedone del nero · g7 alfiere del bianco · d6 cavallo del bianco · e6 pedone del nero · e5 pedone del nero · f5 pedone del nero · g5 pedone del nero · b4 pedone del bianco · d4 re del nero · g4 pedone del bianco · b3 torre del bianco · g3 pedone del bianco · h1 alfiere del bianco | b8 re del bianco · d7 pedone del nero · g7 alfiere del bianco · d6 cavallo del bianco · e6 pedone del nero · e5 pedone del nero · f5 pedone del nero · g5 pedone del nero · b4 pedone del bianco · d4 re del nero · g4 pedone del bianco · b3 torre del bianco · g3 pedone del bianco · h1 alfiere del bianco | b8 re del bianco · d7 pedone del nero · g7 alfiere del bianco · d6 cavallo del bianco · e6 pedone del nero · e5 pedone del nero · f5 pedone del nero · g5 pedone del nero · b4 pedone del bianco · d4 re del nero · g4 pedone del bianco · b3 torre del bianco · g3 pedone del bianco · h1 alfiere del bianco | b8 re del bianco · d7 pedone del nero · g7 alfiere del bianco · d6 cavallo del bianco · e6 pedone del nero · e5 pedone del nero · f5 pedone del nero · g5 pedone del nero · b4 pedone del bianco · d4 re del nero · g4 pedone del bianco · b3 torre del bianco · g3 pedone del bianco · h1 alfiere del bianco | b8 re del bianco · d7 pedone del nero · g7 alfiere del bianco · d6 cavallo del bianco · e6 pedone del nero · e5 pedone del nero · f5 pedone del nero · g5 pedone del nero · b4 pedone del bianco · d4 re del nero · g4 pedone del bianco · b3 torre del bianco · g3 pedone del bianco · h1 alfiere del bianco | b8 re del bianco · d7 pedone del nero · g7 alfiere del bianco · d6 cavallo del bianco · e6 pedone del nero · e5 pedone del nero · f5 pedone del nero · g5 pedone del nero · b4 pedone del bianco · d4 re del nero · g4 pedone del bianco · b3 torre del bianco · g3 pedone del bianco · h1 alfiere del bianco | b8 re del bianco · d7 pedone del nero · g7 alfiere del bianco · d6 cavallo del bianco · e6 pedone del nero · e5 pedone del nero · f5 pedone del nero · g5 pedone del nero · b4 pedone del bianco · d4 re del nero · g4 pedone del bianco · b3 torre del bianco · g3 pedone del bianco · h1 alfiere del bianco | b8 re del bianco · d7 pedone del nero · g7 alfiere del bianco · d6 cavallo del bianco · e6 pedone del nero · e5 pedone del nero · f5 pedone del nero · g5 pedone del nero · b4 pedone del bianco · d4 re del nero · g4 pedone del bianco · b3 torre del bianco · g3 pedone del bianco · h1 alfiere del bianco | 2 |
| 1 | b8 re del bianco · d7 pedone del nero · g7 alfiere del bianco · d6 cavallo del bianco · e6 pedone del nero · e5 pedone del nero · f5 pedone del nero · g5 pedone del nero · b4 pedone del bianco · d4 re del nero · g4 pedone del bianco · b3 torre del bianco · g3 pedone del bianco · h1 alfiere del bianco | b8 re del bianco · d7 pedone del nero · g7 alfiere del bianco · d6 cavallo del bianco · e6 pedone del nero · e5 pedone del nero · f5 pedone del nero · g5 pedone del nero · b4 pedone del bianco · d4 re del nero · g4 pedone del bianco · b3 torre del bianco · g3 pedone del bianco · h1 alfiere del bianco | b8 re del bianco · d7 pedone del nero · g7 alfiere del bianco · d6 cavallo del bianco · e6 pedone del nero · e5 pedone del nero · f5 pedone del nero · g5 pedone del nero · b4 pedone del bianco · d4 re del nero · g4 pedone del bianco · b3 torre del bianco · g3 pedone del bianco · h1 alfiere del bianco | b8 re del bianco · d7 pedone del nero · g7 alfiere del bianco · d6 cavallo del bianco · e6 pedone del nero · e5 pedone del nero · f5 pedone del nero · g5 pedone del nero · b4 pedone del bianco · d4 re del nero · g4 pedone del bianco · b3 torre del bianco · g3 pedone del bianco · h1 alfiere del bianco | b8 re del bianco · d7 pedone del nero · g7 alfiere del bianco · d6 cavallo del bianco · e6 pedone del nero · e5 pedone del nero · f5 pedone del nero · g5 pedone del nero · b4 pedone del bianco · d4 re del nero · g4 pedone del bianco · b3 torre del bianco · g3 pedone del bianco · h1 alfiere del bianco | b8 re del bianco · d7 pedone del nero · g7 alfiere del bianco · d6 cavallo del bianco · e6 pedone del nero · e5 pedone del nero · f5 pedone del nero · g5 pedone del nero · b4 pedone del bianco · d4 re del nero · g4 pedone del bianco · b3 torre del bianco · g3 pedone del bianco · h1 alfiere del bianco | b8 re del bianco · d7 pedone del nero · g7 alfiere del bianco · d6 cavallo del bianco · e6 pedone del nero · e5 pedone del nero · f5 pedone del nero · g5 pedone del nero · b4 pedone del bianco · d4 re del nero · g4 pedone del bianco · b3 torre del bianco · g3 pedone del bianco · h1 alfiere del bianco | b8 re del bianco · d7 pedone del nero · g7 alfiere del bianco · d6 cavallo del bianco · e6 pedone del nero · e5 pedone del nero · f5 pedone del nero · g5 pedone del nero · b4 pedone del bianco · d4 re del nero · g4 pedone del bianco · b3 torre del bianco · g3 pedone del bianco · h1 alfiere del bianco | 1 |
|   | a | b | c | d | e | f | g | h |   |

Soluzione:
1. Aa8!  Zugzwang
1... fxg4 2. Rb7! Rd5 3. Td3#
|   | a | b | c | d | e | f | g | h |   |
| 8 | b8 torre del bianco · c7 pedone del nero · e7 cavallo del bianco · d6 alfiere del nero · e6 pedone del nero · a5 torre del nero · c5 re del nero · c4 pedone del nero · d4 pedone del nero · e4 pedone del nero · h4 pedone del nero · a3 torre del nero · c3 cavallo del bianco · h3 re del bianco · f2 donna del bianco · a1 torre del bianco | b8 torre del bianco · c7 pedone del nero · e7 cavallo del bianco · d6 alfiere del nero · e6 pedone del nero · a5 torre del nero · c5 re del nero · c4 pedone del nero · d4 pedone del nero · e4 pedone del nero · h4 pedone del nero · a3 torre del nero · c3 cavallo del bianco · h3 re del bianco · f2 donna del bianco · a1 torre del bianco | b8 torre del bianco · c7 pedone del nero · e7 cavallo del bianco · d6 alfiere del nero · e6 pedone del nero · a5 torre del nero · c5 re del nero · c4 pedone del nero · d4 pedone del nero · e4 pedone del nero · h4 pedone del nero · a3 torre del nero · c3 cavallo del bianco · h3 re del bianco · f2 donna del bianco · a1 torre del bianco | b8 torre del bianco · c7 pedone del nero · e7 cavallo del bianco · d6 alfiere del nero · e6 pedone del nero · a5 torre del nero · c5 re del nero · c4 pedone del nero · d4 pedone del nero · e4 pedone del nero · h4 pedone del nero · a3 torre del nero · c3 cavallo del bianco · h3 re del bianco · f2 donna del bianco · a1 torre del bianco | b8 torre del bianco · c7 pedone del nero · e7 cavallo del bianco · d6 alfiere del nero · e6 pedone del nero · a5 torre del nero · c5 re del nero · c4 pedone del nero · d4 pedone del nero · e4 pedone del nero · h4 pedone del nero · a3 torre del nero · c3 cavallo del bianco · h3 re del bianco · f2 donna del bianco · a1 torre del bianco | b8 torre del bianco · c7 pedone del nero · e7 cavallo del bianco · d6 alfiere del nero · e6 pedone del nero · a5 torre del nero · c5 re del nero · c4 pedone del nero · d4 pedone del nero · e4 pedone del nero · h4 pedone del nero · a3 torre del nero · c3 cavallo del bianco · h3 re del bianco · f2 donna del bianco · a1 torre del bianco | b8 torre del bianco · c7 pedone del nero · e7 cavallo del bianco · d6 alfiere del nero · e6 pedone del nero · a5 torre del nero · c5 re del nero · c4 pedone del nero · d4 pedone del nero · e4 pedone del nero · h4 pedone del nero · a3 torre del nero · c3 cavallo del bianco · h3 re del bianco · f2 donna del bianco · a1 torre del bianco | b8 torre del bianco · c7 pedone del nero · e7 cavallo del bianco · d6 alfiere del nero · e6 pedone del nero · a5 torre del nero · c5 re del nero · c4 pedone del nero · d4 pedone del nero · e4 pedone del nero · h4 pedone del nero · a3 torre del nero · c3 cavallo del bianco · h3 re del bianco · f2 donna del bianco · a1 torre del bianco | 8 |
| 7 | b8 torre del bianco · c7 pedone del nero · e7 cavallo del bianco · d6 alfiere del nero · e6 pedone del nero · a5 torre del nero · c5 re del nero · c4 pedone del nero · d4 pedone del nero · e4 pedone del nero · h4 pedone del nero · a3 torre del nero · c3 cavallo del bianco · h3 re del bianco · f2 donna del bianco · a1 torre del bianco | b8 torre del bianco · c7 pedone del nero · e7 cavallo del bianco · d6 alfiere del nero · e6 pedone del nero · a5 torre del nero · c5 re del nero · c4 pedone del nero · d4 pedone del nero · e4 pedone del nero · h4 pedone del nero · a3 torre del nero · c3 cavallo del bianco · h3 re del bianco · f2 donna del bianco · a1 torre del bianco | b8 torre del bianco · c7 pedone del nero · e7 cavallo del bianco · d6 alfiere del nero · e6 pedone del nero · a5 torre del nero · c5 re del nero · c4 pedone del nero · d4 pedone del nero · e4 pedone del nero · h4 pedone del nero · a3 torre del nero · c3 cavallo del bianco · h3 re del bianco · f2 donna del bianco · a1 torre del bianco | b8 torre del bianco · c7 pedone del nero · e7 cavallo del bianco · d6 alfiere del nero · e6 pedone del nero · a5 torre del nero · c5 re del nero · c4 pedone del nero · d4 pedone del nero · e4 pedone del nero · h4 pedone del nero · a3 torre del nero · c3 cavallo del bianco · h3 re del bianco · f2 donna del bianco · a1 torre del bianco | b8 torre del bianco · c7 pedone del nero · e7 cavallo del bianco · d6 alfiere del nero · e6 pedone del nero · a5 torre del nero · c5 re del nero · c4 pedone del nero · d4 pedone del nero · e4 pedone del nero · h4 pedone del nero · a3 torre del nero · c3 cavallo del bianco · h3 re del bianco · f2 donna del bianco · a1 torre del bianco | b8 torre del bianco · c7 pedone del nero · e7 cavallo del bianco · d6 alfiere del nero · e6 pedone del nero · a5 torre del nero · c5 re del nero · c4 pedone del nero · d4 pedone del nero · e4 pedone del nero · h4 pedone del nero · a3 torre del nero · c3 cavallo del bianco · h3 re del bianco · f2 donna del bianco · a1 torre del bianco | b8 torre del bianco · c7 pedone del nero · e7 cavallo del bianco · d6 alfiere del nero · e6 pedone del nero · a5 torre del nero · c5 re del nero · c4 pedone del nero · d4 pedone del nero · e4 pedone del nero · h4 pedone del nero · a3 torre del nero · c3 cavallo del bianco · h3 re del bianco · f2 donna del bianco · a1 torre del bianco | b8 torre del bianco · c7 pedone del nero · e7 cavallo del bianco · d6 alfiere del nero · e6 pedone del nero · a5 torre del nero · c5 re del nero · c4 pedone del nero · d4 pedone del nero · e4 pedone del nero · h4 pedone del nero · a3 torre del nero · c3 cavallo del bianco · h3 re del bianco · f2 donna del bianco · a1 torre del bianco | 7 |
| 6 | b8 torre del bianco · c7 pedone del nero · e7 cavallo del bianco · d6 alfiere del nero · e6 pedone del nero · a5 torre del nero · c5 re del nero · c4 pedone del nero · d4 pedone del nero · e4 pedone del nero · h4 pedone del nero · a3 torre del nero · c3 cavallo del bianco · h3 re del bianco · f2 donna del bianco · a1 torre del bianco | b8 torre del bianco · c7 pedone del nero · e7 cavallo del bianco · d6 alfiere del nero · e6 pedone del nero · a5 torre del nero · c5 re del nero · c4 pedone del nero · d4 pedone del nero · e4 pedone del nero · h4 pedone del nero · a3 torre del nero · c3 cavallo del bianco · h3 re del bianco · f2 donna del bianco · a1 torre del bianco | b8 torre del bianco · c7 pedone del nero · e7 cavallo del bianco · d6 alfiere del nero · e6 pedone del nero · a5 torre del nero · c5 re del nero · c4 pedone del nero · d4 pedone del nero · e4 pedone del nero · h4 pedone del nero · a3 torre del nero · c3 cavallo del bianco · h3 re del bianco · f2 donna del bianco · a1 torre del bianco | b8 torre del bianco · c7 pedone del nero · e7 cavallo del bianco · d6 alfiere del nero · e6 pedone del nero · a5 torre del nero · c5 re del nero · c4 pedone del nero · d4 pedone del nero · e4 pedone del nero · h4 pedone del nero · a3 torre del nero · c3 cavallo del bianco · h3 re del bianco · f2 donna del bianco · a1 torre del bianco | b8 torre del bianco · c7 pedone del nero · e7 cavallo del bianco · d6 alfiere del nero · e6 pedone del nero · a5 torre del nero · c5 re del nero · c4 pedone del nero · d4 pedone del nero · e4 pedone del nero · h4 pedone del nero · a3 torre del nero · c3 cavallo del bianco · h3 re del bianco · f2 donna del bianco · a1 torre del bianco | b8 torre del bianco · c7 pedone del nero · e7 cavallo del bianco · d6 alfiere del nero · e6 pedone del nero · a5 torre del nero · c5 re del nero · c4 pedone del nero · d4 pedone del nero · e4 pedone del nero · h4 pedone del nero · a3 torre del nero · c3 cavallo del bianco · h3 re del bianco · f2 donna del bianco · a1 torre del bianco | b8 torre del bianco · c7 pedone del nero · e7 cavallo del bianco · d6 alfiere del nero · e6 pedone del nero · a5 torre del nero · c5 re del nero · c4 pedone del nero · d4 pedone del nero · e4 pedone del nero · h4 pedone del nero · a3 torre del nero · c3 cavallo del bianco · h3 re del bianco · f2 donna del bianco · a1 torre del bianco | b8 torre del bianco · c7 pedone del nero · e7 cavallo del bianco · d6 alfiere del nero · e6 pedone del nero · a5 torre del nero · c5 re del nero · c4 pedone del nero · d4 pedone del nero · e4 pedone del nero · h4 pedone del nero · a3 torre del nero · c3 cavallo del bianco · h3 re del bianco · f2 donna del bianco · a1 torre del bianco | 6 |
| 5 | b8 torre del bianco · c7 pedone del nero · e7 cavallo del bianco · d6 alfiere del nero · e6 pedone del nero · a5 torre del nero · c5 re del nero · c4 pedone del nero · d4 pedone del nero · e4 pedone del nero · h4 pedone del nero · a3 torre del nero · c3 cavallo del bianco · h3 re del bianco · f2 donna del bianco · a1 torre del bianco | b8 torre del bianco · c7 pedone del nero · e7 cavallo del bianco · d6 alfiere del nero · e6 pedone del nero · a5 torre del nero · c5 re del nero · c4 pedone del nero · d4 pedone del nero · e4 pedone del nero · h4 pedone del nero · a3 torre del nero · c3 cavallo del bianco · h3 re del bianco · f2 donna del bianco · a1 torre del bianco | b8 torre del bianco · c7 pedone del nero · e7 cavallo del bianco · d6 alfiere del nero · e6 pedone del nero · a5 torre del nero · c5 re del nero · c4 pedone del nero · d4 pedone del nero · e4 pedone del nero · h4 pedone del nero · a3 torre del nero · c3 cavallo del bianco · h3 re del bianco · f2 donna del bianco · a1 torre del bianco | b8 torre del bianco · c7 pedone del nero · e7 cavallo del bianco · d6 alfiere del nero · e6 pedone del nero · a5 torre del nero · c5 re del nero · c4 pedone del nero · d4 pedone del nero · e4 pedone del nero · h4 pedone del nero · a3 torre del nero · c3 cavallo del bianco · h3 re del bianco · f2 donna del bianco · a1 torre del bianco | b8 torre del bianco · c7 pedone del nero · e7 cavallo del bianco · d6 alfiere del nero · e6 pedone del nero · a5 torre del nero · c5 re del nero · c4 pedone del nero · d4 pedone del nero · e4 pedone del nero · h4 pedone del nero · a3 torre del nero · c3 cavallo del bianco · h3 re del bianco · f2 donna del bianco · a1 torre del bianco | b8 torre del bianco · c7 pedone del nero · e7 cavallo del bianco · d6 alfiere del nero · e6 pedone del nero · a5 torre del nero · c5 re del nero · c4 pedone del nero · d4 pedone del nero · e4 pedone del nero · h4 pedone del nero · a3 torre del nero · c3 cavallo del bianco · h3 re del bianco · f2 donna del bianco · a1 torre del bianco | b8 torre del bianco · c7 pedone del nero · e7 cavallo del bianco · d6 alfiere del nero · e6 pedone del nero · a5 torre del nero · c5 re del nero · c4 pedone del nero · d4 pedone del nero · e4 pedone del nero · h4 pedone del nero · a3 torre del nero · c3 cavallo del bianco · h3 re del bianco · f2 donna del bianco · a1 torre del bianco | b8 torre del bianco · c7 pedone del nero · e7 cavallo del bianco · d6 alfiere del nero · e6 pedone del nero · a5 torre del nero · c5 re del nero · c4 pedone del nero · d4 pedone del nero · e4 pedone del nero · h4 pedone del nero · a3 torre del nero · c3 cavallo del bianco · h3 re del bianco · f2 donna del bianco · a1 torre del bianco | 5 |
| 4 | b8 torre del bianco · c7 pedone del nero · e7 cavallo del bianco · d6 alfiere del nero · e6 pedone del nero · a5 torre del nero · c5 re del nero · c4 pedone del nero · d4 pedone del nero · e4 pedone del nero · h4 pedone del nero · a3 torre del nero · c3 cavallo del bianco · h3 re del bianco · f2 donna del bianco · a1 torre del bianco | b8 torre del bianco · c7 pedone del nero · e7 cavallo del bianco · d6 alfiere del nero · e6 pedone del nero · a5 torre del nero · c5 re del nero · c4 pedone del nero · d4 pedone del nero · e4 pedone del nero · h4 pedone del nero · a3 torre del nero · c3 cavallo del bianco · h3 re del bianco · f2 donna del bianco · a1 torre del bianco | b8 torre del bianco · c7 pedone del nero · e7 cavallo del bianco · d6 alfiere del nero · e6 pedone del nero · a5 torre del nero · c5 re del nero · c4 pedone del nero · d4 pedone del nero · e4 pedone del nero · h4 pedone del nero · a3 torre del nero · c3 cavallo del bianco · h3 re del bianco · f2 donna del bianco · a1 torre del bianco | b8 torre del bianco · c7 pedone del nero · e7 cavallo del bianco · d6 alfiere del nero · e6 pedone del nero · a5 torre del nero · c5 re del nero · c4 pedone del nero · d4 pedone del nero · e4 pedone del nero · h4 pedone del nero · a3 torre del nero · c3 cavallo del bianco · h3 re del bianco · f2 donna del bianco · a1 torre del bianco | b8 torre del bianco · c7 pedone del nero · e7 cavallo del bianco · d6 alfiere del nero · e6 pedone del nero · a5 torre del nero · c5 re del nero · c4 pedone del nero · d4 pedone del nero · e4 pedone del nero · h4 pedone del nero · a3 torre del nero · c3 cavallo del bianco · h3 re del bianco · f2 donna del bianco · a1 torre del bianco | b8 torre del bianco · c7 pedone del nero · e7 cavallo del bianco · d6 alfiere del nero · e6 pedone del nero · a5 torre del nero · c5 re del nero · c4 pedone del nero · d4 pedone del nero · e4 pedone del nero · h4 pedone del nero · a3 torre del nero · c3 cavallo del bianco · h3 re del bianco · f2 donna del bianco · a1 torre del bianco | b8 torre del bianco · c7 pedone del nero · e7 cavallo del bianco · d6 alfiere del nero · e6 pedone del nero · a5 torre del nero · c5 re del nero · c4 pedone del nero · d4 pedone del nero · e4 pedone del nero · h4 pedone del nero · a3 torre del nero · c3 cavallo del bianco · h3 re del bianco · f2 donna del bianco · a1 torre del bianco | b8 torre del bianco · c7 pedone del nero · e7 cavallo del bianco · d6 alfiere del nero · e6 pedone del nero · a5 torre del nero · c5 re del nero · c4 pedone del nero · d4 pedone del nero · e4 pedone del nero · h4 pedone del nero · a3 torre del nero · c3 cavallo del bianco · h3 re del bianco · f2 donna del bianco · a1 torre del bianco | 4 |
| 3 | b8 torre del bianco · c7 pedone del nero · e7 cavallo del bianco · d6 alfiere del nero · e6 pedone del nero · a5 torre del nero · c5 re del nero · c4 pedone del nero · d4 pedone del nero · e4 pedone del nero · h4 pedone del nero · a3 torre del nero · c3 cavallo del bianco · h3 re del bianco · f2 donna del bianco · a1 torre del bianco | b8 torre del bianco · c7 pedone del nero · e7 cavallo del bianco · d6 alfiere del nero · e6 pedone del nero · a5 torre del nero · c5 re del nero · c4 pedone del nero · d4 pedone del nero · e4 pedone del nero · h4 pedone del nero · a3 torre del nero · c3 cavallo del bianco · h3 re del bianco · f2 donna del bianco · a1 torre del bianco | b8 torre del bianco · c7 pedone del nero · e7 cavallo del bianco · d6 alfiere del nero · e6 pedone del nero · a5 torre del nero · c5 re del nero · c4 pedone del nero · d4 pedone del nero · e4 pedone del nero · h4 pedone del nero · a3 torre del nero · c3 cavallo del bianco · h3 re del bianco · f2 donna del bianco · a1 torre del bianco | b8 torre del bianco · c7 pedone del nero · e7 cavallo del bianco · d6 alfiere del nero · e6 pedone del nero · a5 torre del nero · c5 re del nero · c4 pedone del nero · d4 pedone del nero · e4 pedone del nero · h4 pedone del nero · a3 torre del nero · c3 cavallo del bianco · h3 re del bianco · f2 donna del bianco · a1 torre del bianco | b8 torre del bianco · c7 pedone del nero · e7 cavallo del bianco · d6 alfiere del nero · e6 pedone del nero · a5 torre del nero · c5 re del nero · c4 pedone del nero · d4 pedone del nero · e4 pedone del nero · h4 pedone del nero · a3 torre del nero · c3 cavallo del bianco · h3 re del bianco · f2 donna del bianco · a1 torre del bianco | b8 torre del bianco · c7 pedone del nero · e7 cavallo del bianco · d6 alfiere del nero · e6 pedone del nero · a5 torre del nero · c5 re del nero · c4 pedone del nero · d4 pedone del nero · e4 pedone del nero · h4 pedone del nero · a3 torre del nero · c3 cavallo del bianco · h3 re del bianco · f2 donna del bianco · a1 torre del bianco | b8 torre del bianco · c7 pedone del nero · e7 cavallo del bianco · d6 alfiere del nero · e6 pedone del nero · a5 torre del nero · c5 re del nero · c4 pedone del nero · d4 pedone del nero · e4 pedone del nero · h4 pedone del nero · a3 torre del nero · c3 cavallo del bianco · h3 re del bianco · f2 donna del bianco · a1 torre del bianco | b8 torre del bianco · c7 pedone del nero · e7 cavallo del bianco · d6 alfiere del nero · e6 pedone del nero · a5 torre del nero · c5 re del nero · c4 pedone del nero · d4 pedone del nero · e4 pedone del nero · h4 pedone del nero · a3 torre del nero · c3 cavallo del bianco · h3 re del bianco · f2 donna del bianco · a1 torre del bianco | 3 |
| 2 | b8 torre del bianco · c7 pedone del nero · e7 cavallo del bianco · d6 alfiere del nero · e6 pedone del nero · a5 torre del nero · c5 re del nero · c4 pedone del nero · d4 pedone del nero · e4 pedone del nero · h4 pedone del nero · a3 torre del nero · c3 cavallo del bianco · h3 re del bianco · f2 donna del bianco · a1 torre del bianco | b8 torre del bianco · c7 pedone del nero · e7 cavallo del bianco · d6 alfiere del nero · e6 pedone del nero · a5 torre del nero · c5 re del nero · c4 pedone del nero · d4 pedone del nero · e4 pedone del nero · h4 pedone del nero · a3 torre del nero · c3 cavallo del bianco · h3 re del bianco · f2 donna del bianco · a1 torre del bianco | b8 torre del bianco · c7 pedone del nero · e7 cavallo del bianco · d6 alfiere del nero · e6 pedone del nero · a5 torre del nero · c5 re del nero · c4 pedone del nero · d4 pedone del nero · e4 pedone del nero · h4 pedone del nero · a3 torre del nero · c3 cavallo del bianco · h3 re del bianco · f2 donna del bianco · a1 torre del bianco | b8 torre del bianco · c7 pedone del nero · e7 cavallo del bianco · d6 alfiere del nero · e6 pedone del nero · a5 torre del nero · c5 re del nero · c4 pedone del nero · d4 pedone del nero · e4 pedone del nero · h4 pedone del nero · a3 torre del nero · c3 cavallo del bianco · h3 re del bianco · f2 donna del bianco · a1 torre del bianco | b8 torre del bianco · c7 pedone del nero · e7 cavallo del bianco · d6 alfiere del nero · e6 pedone del nero · a5 torre del nero · c5 re del nero · c4 pedone del nero · d4 pedone del nero · e4 pedone del nero · h4 pedone del nero · a3 torre del nero · c3 cavallo del bianco · h3 re del bianco · f2 donna del bianco · a1 torre del bianco | b8 torre del bianco · c7 pedone del nero · e7 cavallo del bianco · d6 alfiere del nero · e6 pedone del nero · a5 torre del nero · c5 re del nero · c4 pedone del nero · d4 pedone del nero · e4 pedone del nero · h4 pedone del nero · a3 torre del nero · c3 cavallo del bianco · h3 re del bianco · f2 donna del bianco · a1 torre del bianco | b8 torre del bianco · c7 pedone del nero · e7 cavallo del bianco · d6 alfiere del nero · e6 pedone del nero · a5 torre del nero · c5 re del nero · c4 pedone del nero · d4 pedone del nero · e4 pedone del nero · h4 pedone del nero · a3 torre del nero · c3 cavallo del bianco · h3 re del bianco · f2 donna del bianco · a1 torre del bianco | b8 torre del bianco · c7 pedone del nero · e7 cavallo del bianco · d6 alfiere del nero · e6 pedone del nero · a5 torre del nero · c5 re del nero · c4 pedone del nero · d4 pedone del nero · e4 pedone del nero · h4 pedone del nero · a3 torre del nero · c3 cavallo del bianco · h3 re del bianco · f2 donna del bianco · a1 torre del bianco | 2 |
| 1 | b8 torre del bianco · c7 pedone del nero · e7 cavallo del bianco · d6 alfiere del nero · e6 pedone del nero · a5 torre del nero · c5 re del nero · c4 pedone del nero · d4 pedone del nero · e4 pedone del nero · h4 pedone del nero · a3 torre del nero · c3 cavallo del bianco · h3 re del bianco · f2 donna del bianco · a1 torre del bianco | b8 torre del bianco · c7 pedone del nero · e7 cavallo del bianco · d6 alfiere del nero · e6 pedone del nero · a5 torre del nero · c5 re del nero · c4 pedone del nero · d4 pedone del nero · e4 pedone del nero · h4 pedone del nero · a3 torre del nero · c3 cavallo del bianco · h3 re del bianco · f2 donna del bianco · a1 torre del bianco | b8 torre del bianco · c7 pedone del nero · e7 cavallo del bianco · d6 alfiere del nero · e6 pedone del nero · a5 torre del nero · c5 re del nero · c4 pedone del nero · d4 pedone del nero · e4 pedone del nero · h4 pedone del nero · a3 torre del nero · c3 cavallo del bianco · h3 re del bianco · f2 donna del bianco · a1 torre del bianco | b8 torre del bianco · c7 pedone del nero · e7 cavallo del bianco · d6 alfiere del nero · e6 pedone del nero · a5 torre del nero · c5 re del nero · c4 pedone del nero · d4 pedone del nero · e4 pedone del nero · h4 pedone del nero · a3 torre del nero · c3 cavallo del bianco · h3 re del bianco · f2 donna del bianco · a1 torre del bianco | b8 torre del bianco · c7 pedone del nero · e7 cavallo del bianco · d6 alfiere del nero · e6 pedone del nero · a5 torre del nero · c5 re del nero · c4 pedone del nero · d4 pedone del nero · e4 pedone del nero · h4 pedone del nero · a3 torre del nero · c3 cavallo del bianco · h3 re del bianco · f2 donna del bianco · a1 torre del bianco | b8 torre del bianco · c7 pedone del nero · e7 cavallo del bianco · d6 alfiere del nero · e6 pedone del nero · a5 torre del nero · c5 re del nero · c4 pedone del nero · d4 pedone del nero · e4 pedone del nero · h4 pedone del nero · a3 torre del nero · c3 cavallo del bianco · h3 re del bianco · f2 donna del bianco · a1 torre del bianco | b8 torre del bianco · c7 pedone del nero · e7 cavallo del bianco · d6 alfiere del nero · e6 pedone del nero · a5 torre del nero · c5 re del nero · c4 pedone del nero · d4 pedone del nero · e4 pedone del nero · h4 pedone del nero · a3 torre del nero · c3 cavallo del bianco · h3 re del bianco · f2 donna del bianco · a1 torre del bianco | b8 torre del bianco · c7 pedone del nero · e7 cavallo del bianco · d6 alfiere del nero · e6 pedone del nero · a5 torre del nero · c5 re del nero · c4 pedone del nero · d4 pedone del nero · e4 pedone del nero · h4 pedone del nero · a3 torre del nero · c3 cavallo del bianco · h3 re del bianco · f2 donna del bianco · a1 torre del bianco | 1 |
|   | a | b | c | d | e | f | g | h |   |

Soluzione:
1. Dg3! (schioda il cavallo c3)
1... Axg3/hxg3 2. Ce4#

1... Txc3 2. Txa5#

1... dxc3/d3 2. De3#